# Lanesund och Överby
Lanesund och Överby är en av SCB avgränsad och namnsatt tätort i Uddevalla kommun i Västra Götalands län. Tätorten omfattar bebyggelse i byarna Lanesund och Överby, belägna  längst in i Havstensfjorden i Högås socken.
Vid Lanesund finns en populär badplats, och vid Överby ligger den karaktäristiska Thordens ladugård. Rotviksbro ligger cirka 1 km väster ut. Mellan dessa orter finns ett fågelutkikstorn vid en frekvent besökt fågellokal.

## Befolkningsutveckling
Före 2010 klassade SCB bebyggelsen som en småort med namnet Lanesund + Svälte.
| Befolkningsutvecklingen i Lanesund och Överby / Lanesund och Svälte 1990–2020        | Befolkningsutvecklingen i Lanesund och Överby / Lanesund och Svälte 1990–2020 | Befolkningsutvecklingen i Lanesund och Överby / Lanesund och Svälte 1990–2020 | Befolkningsutvecklingen i Lanesund och Överby / Lanesund och Svälte 1990–2020 | Befolkningsutvecklingen i Lanesund och Överby / Lanesund och Svälte 1990–2020 |
| ------------------------------------------------------------------------------------ | ----------------------------------------------------------------------------- | ----------------------------------------------------------------------------- | ----------------------------------------------------------------------------- | ----------------------------------------------------------------------------- |
|                                                                                      |                                                                               |                                                                               |                                                                               |                                                                               |
| År                                                                                   |                                                                               |                                                                               | Folkmängd                                                                     | Areal (ha)                                                                    |
| 1990                                                                                 | 1990                                                                          |                                                                               | 101                                                                           | 45#                                                                           |
| 1995                                                                                 | 1995                                                                          |                                                                               | 177                                                                           | 51#                                                                           |
| 2000                                                                                 | 2000                                                                          |                                                                               | 211                                                                           | 51#                                                                           |
| 2005                                                                                 | 2005                                                                          |                                                                               | 221                                                                           | 51#                                                                           |
| 2010                                                                                 | 2010                                                                          |                                                                               | 347                                                                           | 65                                                                            |
| 2015                                                                                 | 2015                                                                          |                                                                               | 461                                                                           | 96                                                                            |
| 2020                                                                                 | 2020                                                                          |                                                                               | 643                                                                           | 114                                                                           |
| Anm.: Ny tätort 2010. Sammanvuxen med Ekholma 2015. Med Gunneröd 2023. # Som småort. |                                                                               |                                                                               |                                                                               |                                                                               |